# Krystyna Ceynowa
Krystyna Ceynowa (parfois Cejnowa) est une Polonaise du village de Chałupy — dans l'actuelle voïvodie de Poméranie — soupçonnée de sorcellerie, jetée dans l'eau pour une ordalie et finalement lynchée en 1836.

## Contexte
Krystyna Ceynowa (Ceynowa est le toponyme germanisé de Chałupy) est la veuve d'un pêcheur de la péninsule de Hel, alors rattachée à la province de Prusse. Sa communauté la considère avec méfiance : elle ne va jamais à l'église, on prétend que la cheminée de sa maison attire les corbeaux noirs. Pour autant en ce XIXe siècle bien entamé, les autorités ne songent plus guère aux procès en sorcellerie.

## Le meurtre
Ce sont donc des gens du pays qui la saisissent en dehors de tout contexte légal, et décident de la soumettre à une ordalie par l'eau : transportée en barque au large, elle est jetée dans la mer Baltique. La malheureuse parvient à surnager pendant un long moment (ses robes et jupes ont probablement fait office de bouée). Puisqu'elle ne se noie pas, c'est donc une sorcière : ses meurtriers l'achèvent à coups de pagaies.
Son cas montre que la croyance en la sorcellerie a perduré au sein du peuple longtemps après que les autorités judiciaires ont cessé de prendre en compte ce genre d'accusations.